# Хоружий Григорій Фокович
Григорій Фокович Хоружий (23 травня 1947 — †25 грудня 2018, м. Київ) — український державний і політичний діяч, дипломат. Генеральний консул України в Мюнхені (ФРН). Надзвичайний та Повноважний Посол України у Ватикані (2004—2006). Доктор філософських наук (1991). Професор (1994). Академік Національної академії педагогічних наук України (2012). Проректор з навчально-виховної роботи та міжнародних зв'язків Університету банківської справи Національного банку України.

## Біографія
Народився 23 травня 1947 року в селі Матяшівка Великобагачанського району на Полтавщині. У 1970 році закінчив Харківський університет, спеціальність «Німецька мова та література».
Ґенеральний консул України в Мюнхені (ФРН). З 07.1998 по 04.1999 — заступник Міністра інформації України. З 05.1999 по 03.2000 — 1-й заступник Голови Державного комітету інформаційної політики України. З 2000 по 2003 — заступник керівника Головного управління з питань внутрішньої політики Адміністрації Президента України. З 01.2003 по 2004 — радник-посланник Посольства України в Російській Федерації. З 05.03.2004 по 14.06.2006 — Надзвичайний та Повноважний Посол України у Ватикані.

## Автор праць
- Ватикан: історія і сучасність. — Львів: Місіонер, 2007. — 280с.;
- Моральний вимір економіки: соціальна відповідальність бізнесу та економічна ефективність. за ред.. Г. Ф. Хоружого. — К.: УБС НБУ, 2009. — 255с
- Хоружий Г. Ф. Академічна культура: цінності та принципи вищої освіти. 320 с., 145х200, Тверда обкл.
- Вища освіта на шляху оптимізації / Г. Ф. Хоружий // Шлях освіти: Науково-методичний жу рнал. — 2011. — N 4. — С. 22-27.
- Студентоцентризм як принцип академічної культури / Г. Ф. Хоружий // Вища школа: Науково-практичне видання . — 04/2012 . — N4 . — С. 7-24.

## Дипломатичний ранг
- Надзвичайний та Повноважний Посол 2-го класу (01.2003).

## Сім'я
- Дружина — Людмила Леонідівна Хоружа — Доктор педагогічних наук, професор, перший віце-ректор Київського університету імені Бориса Грінченка
- Син — Дмитро Григорович
- Донька — Наталія Григорівна